# Combat de Reggio
Guerre de Hollande
Batailles
- Groenlo (06-1672)
- Solebay (06-1672)
- Zutphen (06-1672) (nl)
- Coevorden (06-1672)
- Nimègue(07-1672)
- Groningue (07-1672)
- Saint-Lothain (02-1673)
- Schooneveld (1re) (06-1673)
- Maastricht (06-1673)
- Schooneveld (2de) (06-1673)
- Texel (08-1673)
- Bonn (11-1673)
- Arcey (01-1674)
- Pesmes (02-1674)
- Gray (02-1674)
- Scey-sur-Saône (03-1674)
- Chariez (03-1674)
- Vesoul (03-1674)
- Arbois (03-1674)
- Orgelet (03-1674)
- Besançon (04-1674)
- Dole (05-1674)
- Sinsheim (06-1674)
- Salins (06-1674)
- Belle-Île (06-1674)
- Lure (07-1674)
- Faucogney (07-1674)
- Sainte-Anne (07-1674)
- Fort-Royal (07-1674)
- Seneffe (08-1674)
- Entzheim (10-1674)
- Mulhouse (12-1674)
- Turckheim (01-1675)
- Stromboli (02-1675)
- Fehrbellin (06-1675)
- Salzbach (07-1675)
- Consarbrück (08-1675)
- Altenheim (08-1675)
- Alicudi (01-1676)
- Agosta (04-1676)
- Philippsburg (05-1676)
- Palerme (06-1676)
- Maastricht (07-1676)
- Valenciennes (11-1676)
- Tobago (03-1677)
- Saint-Omer (03-1677)
- Cambrai (03-1677)
- La Peene (Cassel) (04-1677)
- Ypres (03-1678)
- Rheinfelden (07-1678)
- Saint-Denis (08-1678)

Le combat naval de Reggio a lieu le 30 juillet 1675, sur les côtes italiennes (Calabre), pendant la guerre de Hollande. Il permet à Tourville de détruire, dans le port de Reggio, et sous le feu des canons de ses forts, la frégate La Gracieuse que les Espagnols avaient capturée.

## Le secours de Messine et la présence française en Sicile en 1675
Au début de l'année 1675, une flotte française, placée sous les ordres de Duquesne et du duc de Vivonne — qui avait été nommé vice-roi de Sicile — part de la rade de Toulon pour porter secours aux habitants de la ville de Messine qui s'étaient révoltés contre la domination espagnole. 
Le 11 février, l'escadre française affronte et bat une flotte espagnole, deux fois plus nombreuse, commandée par l'amiral Melchior de La Cueva, au large des îles Lipari. Deux mois après la bataille, le 22 avril 1675, les sénateurs de Messine réunis en la cathédrale de la ville jurent fidélité à Louis XIV, tandis que le maréchal de Vivonne, y est reçu et reconnu en qualité de vice-roi. Vivonne confie alors ses vaisseaux aux capitaines qui l'avaient accompagnés dans cette expédition.

## Le bombardement de Barletta
Ces capitaines de vaisseaux français ne vont pas tarder à se signaler en Méditerranée. Tourville, de Lhéry et de Goussonville sont détachés au commencement du mois de juillet 1675 avec L'Excellent, de 60 canons, Le Téméraire (52) et La Gracieuse, frégate de 24 canons pour se rendre dans le golfe de Venise afin d'empêcher des troupes allemandes de passer du port de Trieste dans la Pouille. Ils apprennent, en entrant dans ce golfe, que ces troupes avaient déjà débarquées et que plusieurs des bâtiments qui les avaient apportées se trouvaient devant la ville de Barletta. Aussitôt, ils prennent la décision d'aller les enlever. Chemin faisant, ils capturent un navire ennemi et bientôt à la nuit tombante, ils découvrent trois bâtiments sous les forts de Barletta. Le lendemain, les vaisseaux français vont mouiller à une portée de mousquet des murailles, par cinq brasses d'eau, et canonnent la place pendant près de deux heures. 
Tourville pendant ce temps détache le chevalier de Coëtlogon, son capitaine en second, avec quatre chaloupes pour s'emparer des bâtiments ennemis. Cet officier, malgré le feu continue du canon et de la mousqueterie des forts, sous lesquels ceux-ci étaient amarrés, attaque le plus gros qui était un vaisseau vénitien et qui n'oppose aucune résistance. Ayant appris du capitaine que les deux autres étaient espagnols, il en aborde un aussitôt, quoiqu'il soit protégé par toute l'artillerie de la place et la mousqueterie d'une galiote qui se trouve alors dans le port, et, après une demi-heure de combat, il s'en rend maître, en coupe les amarres et vient rejoindre Tourville avec sa prise. 
Étant ensuite retourné au vaisseau vénitien pour le faire mettre à la voile, Coëtlogon doit affronter un danger plus grand encore. De nombreux soldats qui s'étaient jetés dans l'autre bâtiment espagnol entretiennent un feu terrible sur les chaloupes françaises qui subirent des dégâts. Coëtlogon, pas en reste, se venge la nuit suivante en venant attaquer le second bâtiment espagnol défendu par, outre l'artillerie de la place, seize canons et vingt pierriers dont il était monté ainsi que la mousqueterie de son équipage, il l'aborde si habilement que les Espagnols — stupéfaits de son audace et de celle des chevaliers de Lhéry cadet, des Gouttes, du Challard, de Brecourt, d'O et de Sillery-Genlis qui l'accompagnent sur les chaloupes —  se précipitent à la mer le lui abandonnant avec toute son artillerie.

## Capture et destruction deLa Gracieuse
La petite escadre française se met alors en route pour Messine, forte de ses nouvelles prises. Cependant, le 30 juillet, la frégate La Gracieuse est séparée de sa division et, entraînée par le courant, elle dérive du côté de Reggio. Le lendemain matin, dix galères espagnoles la voyant isolée de la sorte s'en emparent à l'abordage, malgré la vigoureuse défense du capitaine Goussonville, sans que Tourville et de Lhéry — qui l'apercevaient de loin  — ne puissent, par le calme plat qui régnait et qui était favorable aux galères, lui porter secours. 
Les deux commandants français, ne voulant pas que les Espagnols profitent de cette prise décident d'aller la brûler en pleine journée, bien qu'elle ait été amarrée sous la forteresse de Reggio — réputée la plus imposante de la Calabre — et placée de manière à être défendue par tous les canons de la place. Ils s'avancent en conséquence avec leurs vaisseaux et un brûlot commandé par le capitaine Serpault le jeune, à la portée du mousquet des bastions et des forts et, après les avoir canonnés vivement pendant quelque temps, ils détachent le brûlot.
Le brûlot est si bien dirigé qu'il met le feu non seulement à la frégate mais également à quatorze navires qui étaient amarrés à proximité et qu'il fait sauter la moitié d'un bastion et porte l'incendie sur plus de cinquante maisons de la ville. Les deux vaisseaux français eux-mêmes manquent d'être victimes de leur hardiesse et le capitaine Serpault, un moment abandonné par les hommes de sa chaloupe, aurait péri sans le chevalier des Gouttes qui vole à son secours.

### Sources et bibliographie
- Daniel Dessert, Tourville, éditions Fayard, 2002 (ISBN 2-213-59980-7)
- Jules Delabre, Tourville et la marine de son temps : notes, lettres et documents (1642-1701), Paris, 1889 (lire en ligne)
- Léon Guérin, Histoire maritime de la France, Dufour et Mulat, 1857 (lire en ligne), p. 261 et suiv.